# The Long Weekend (O'Despair)
Pour plus de détails, voir Fiche technique et Distribution.
The Long Weekend (O'Despair) est un film américain réalisé par Gregg Araki, sorti en 1989.

## Synopsis
La vraie vie de Martin Harakosky, ancien écrivain au foyer.

## Fiche technique
- Titre : The Long Weekend (O'Despair)
- Réalisation et scénario : Gregg Araki
- Pays d'origine : États-Unis
- Format : Noir et blanc - Mono - 35 mm
- Genre : Drame
- Durée : 87 minutes
- Date de sortie : 1989

## Distribution
- Bretton Vail : Michael
- Maureen Dondanville : Rachel
- Andrea Beane : Leah
- Nicole Dillenberg : Sara
- Marcus D'Amico : Greg
- Lance Woods : Alex